# 國立雲林特殊教育學校
國立雲林特殊教育學校（英語：National Yunlin Special Education School），簡稱雲林特教、雲特，位於台灣雲林縣斗南鎮。學生大多為來自雲林縣境內之中度、重度、極重度智障與多重障礙之兒童與青少年。2000年3月於高雄啟智學校參加2011年夏季特奧輪滑及自行車儲訓選手選拔賽，榮獲3金2銀1銅的佳績，國小部六年級廖登科更獲選為輪滑儲訓選手，將代表國家參加2011年夏季特奧會競賽。

## 歷史沿革
- 1997年8月1日成立籌備處。
- 1999年6月正式設校為省立雲林特殊教育學校。
- 2000年2月1日改制為國立雲林特殊教育學校。

## 外部連結
- 國立雲林特殊教育學校 （页面存档备份，存于）